# (7730) Сергерасимов
(7730) Сергерасимов (лат. Sergerasimov) — типичный астероид главного пояса, открыт 4 июля 1978 года советским астрономом Людмилой Черных в Крымской астрофизической обсерватории и 6 января 2007 года назван в честь советского кинорежиссёра и актёра Сергея Герасимова.

## Обнаружение и именование
(7730) Сергерасимов
Открыт 4 июля 1978 года в Крымской астрофизической обсерватории Л. И. Черных.
Сергей Апполинариевич Герасимов (1906—1985) — актёр и педагог, был одним из самых авторитетных советских кинорежиссёров и сценаристов. Снял десятки фильмов, признанных классикой советского кинематографа. Среди них были "Маскарад", "Молодая гвардия" и "Тихий Дон".
Оригинальный текст (англ.)7730 Sergerasimov
Discovered 1978 July 4 by L. I. Chernykh at the Crimean Astrophysical Observatory.
Sergei Appolinarievich Gerasimov (1906—1985), actor and pedagogue, was one of the most reputable Soviet film directors and scenario writers. He made tens of films acknowledged as classics of the Soviet cinema. Among them were Masquerade, The Young Guard and And Quiet Flows the Don.
Источники: 20070106/MPCPages.arc; M.P.C. 58594.

## Орбита

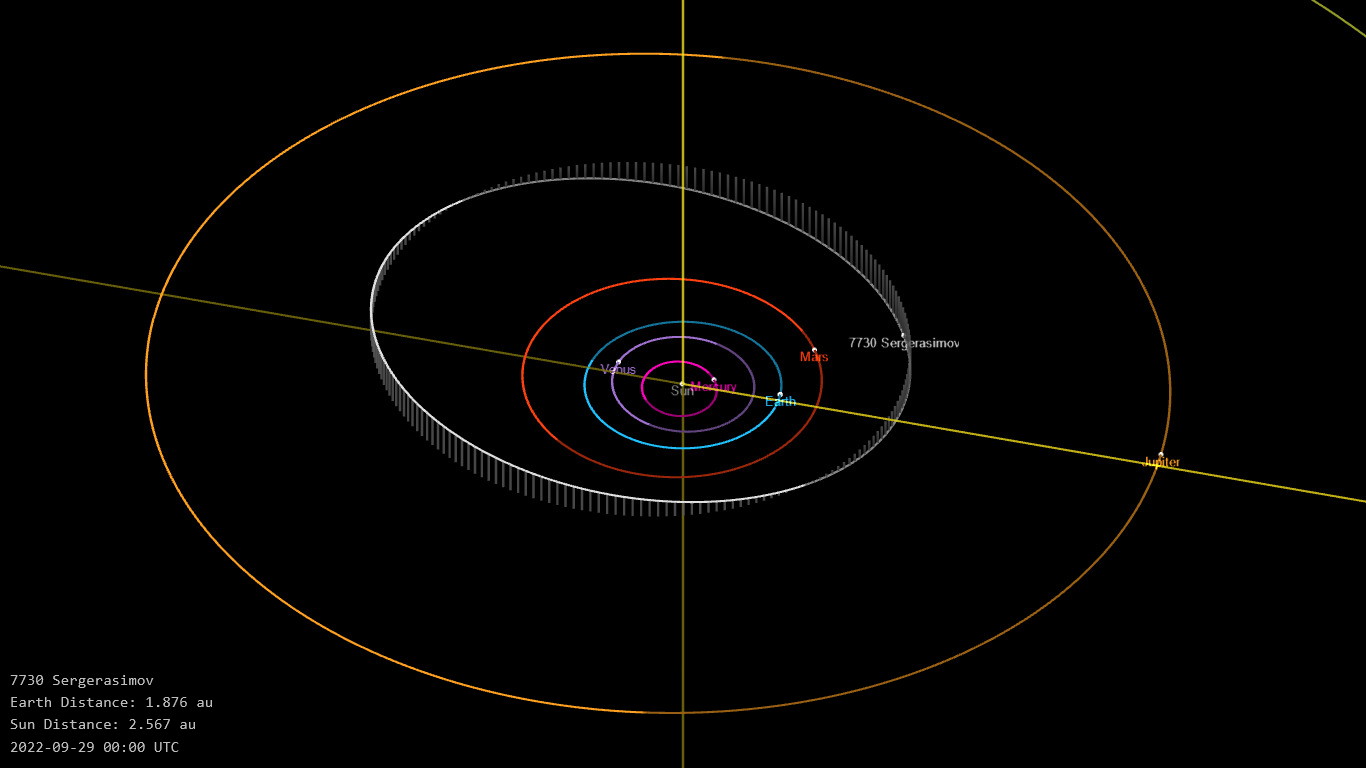
Орбита астероида Сергерасимов и его положение в Солнечной системе

## Физические характеристики
Астероид относится к таксономическому классу C.
По результатам наблюдений в инфракрасном диапазоне орбитальной обсерватории IRAS и спутника Akari и наблюдений в видимом и ближнем инфракрасном диапазоне космического телескопа NEOWISE диаметр астероида сначала оценивался равным 15,83±0,9 км, позже — 14,691±0,101 км, 17,04±0,33 км, 17,195±6,538 км и 16,245±6,994 км, 13,86±3,95 км и 14,85±3,67 км. Согласно тем же источникам альбедо оценивается как 0,0281±0,003, 0,0516±0,0048, 0,024±0,001, 0,0286±0,0422 и 0,0321±0,0336, 0,052±0,005, 0,030±0,020 и 0,039±0,043.